# Нефрома
Нефрома (Nephroma) — рід лишайників родини Nephromataceae. Назва вперше опублікована 1809 року.

## Будова
Талом листуватий, по краю лопатистий, згори голий чи з соредіями чи ізидіями, знизу без жилок (на відміну від Solorina, Peltigera), гладенький, ворсисто-оксамитовий чи щетенистий, з поодинокими ризоїдами. Апотеції на кінцях звужених лопатей, завжди на нижньому боці, до того лопаті закручуються апотеціями догори. Спори безбарвні, веретеноподібні, складаються з двох-четирьох клітин, розвиваються по 8 в сумці.

## Поширення та середовище існування
Зростає на ґрунті, стовбурах та гілках дерев, пеньках, що вкриті мохом.

## Галерея

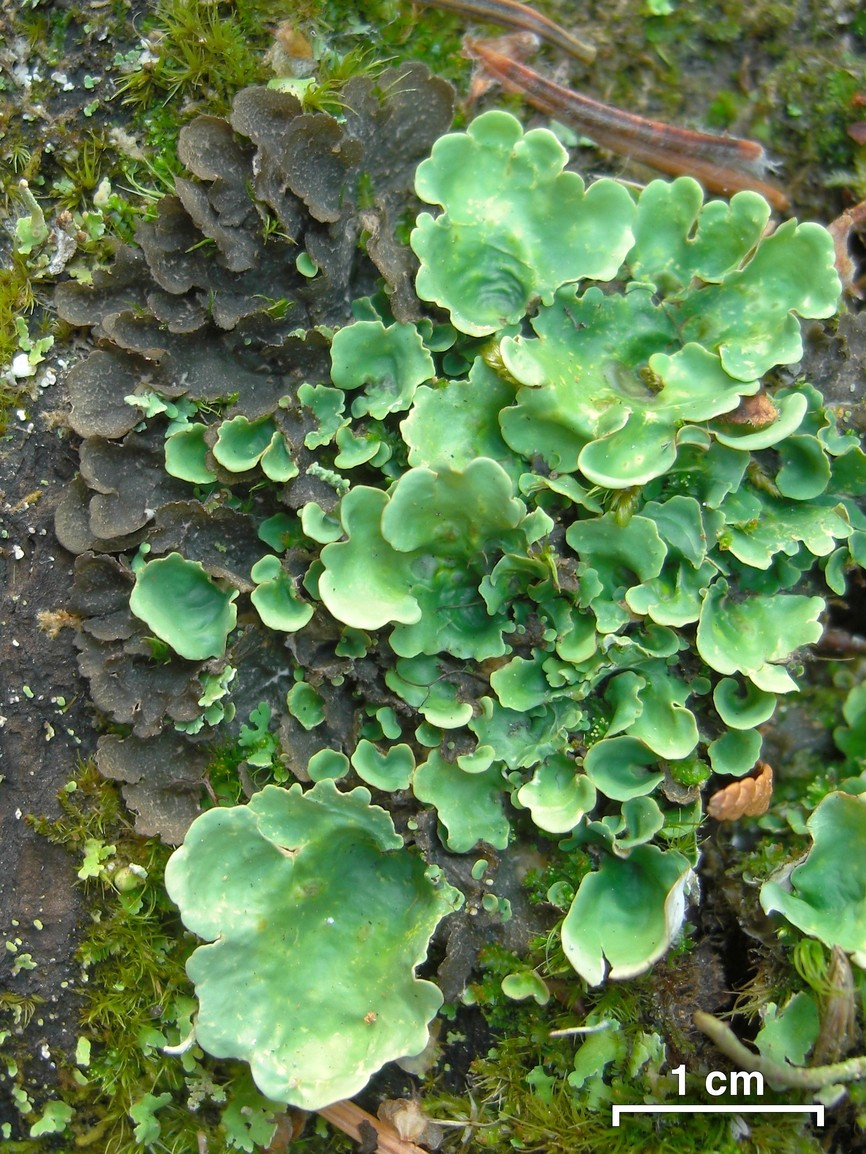
Nephroma arcticum
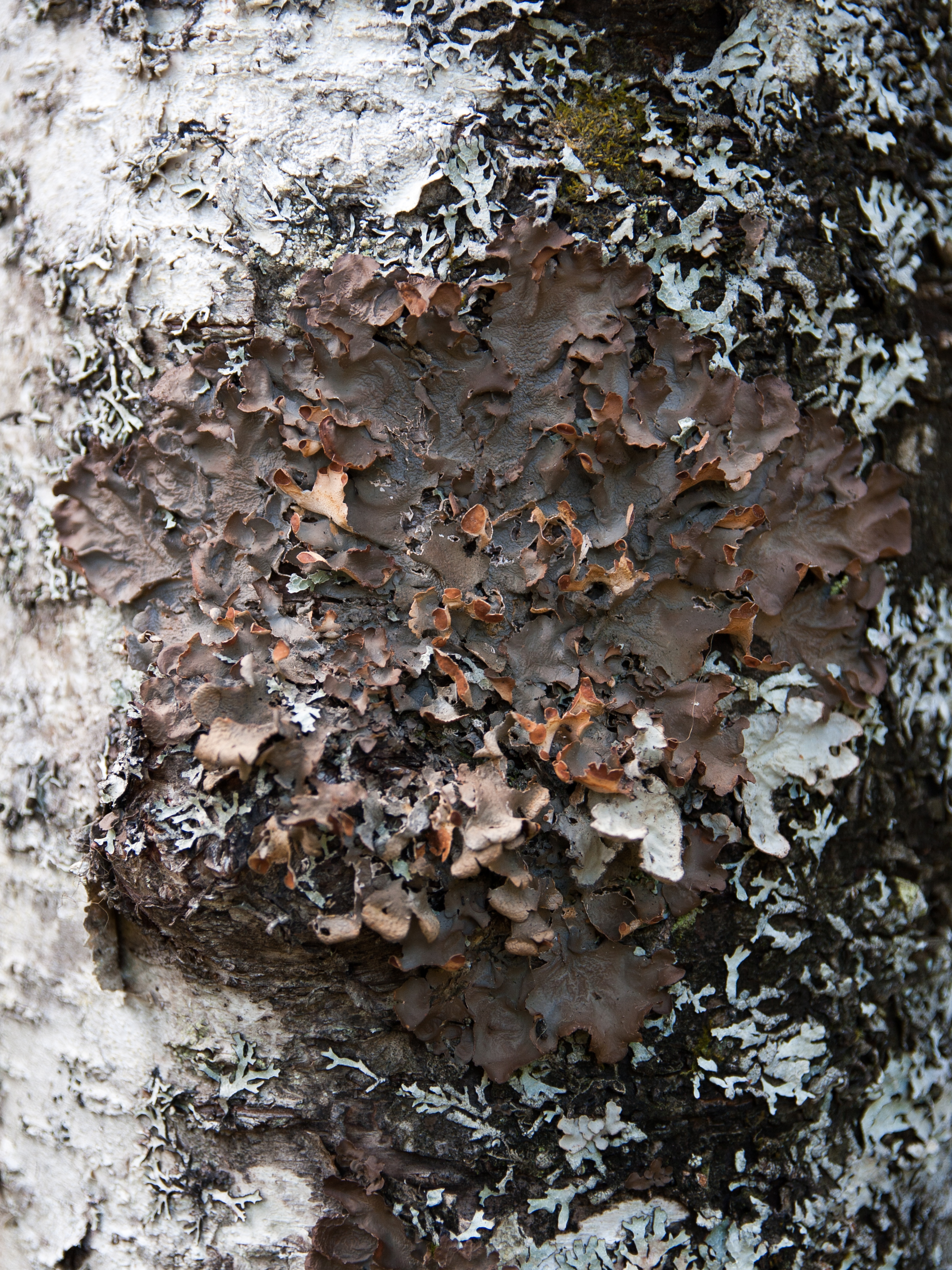
Nephroma bellum
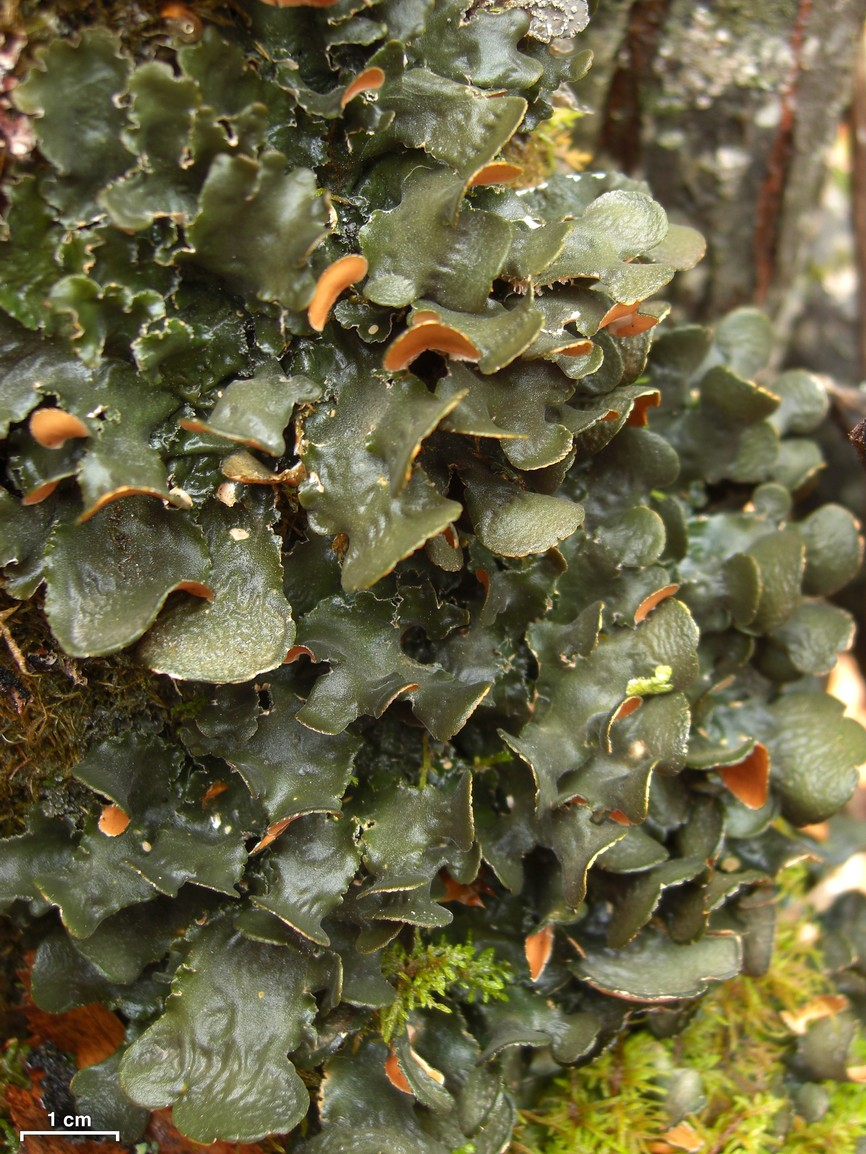
Nephroma resupinatum